# Richard Caton Woodville
Richard Caton Woodville Jr (7 de janeiro de 1856 - 17 de agosto de 1927) foi um pintor e ilustrador britânico, conhecido pelas suas pinturas e ilustrações sobre batalhas do final do século XIX e do início do século XX.

## Biografia
O filho de Richard Caton Woodville, Sr, quem também era um talentoso artista, Woodville estudou na escola de pintura de Düsseldorf sob a tutela do artista militar prussiano Wilhelm Camphausen, e então sob Eduard von Gebhardt, antes de brevemente estudar na Rússia e posteriormente Paris sob a orientação de Eduard von Gebhardt. Woodville passou a maior parte de sua carreira trabalhando para o Illustrated London News, onde rapidamente desenvolveu uma reputação como talentoso repórter e escritor, mas também publicou na Cornhill Magazine, Strand Magazine, e The Tatler.
Richard Caton Woodville primeiro experienciou a batalha em primeira-mão quando foi enviado pela Illustrated London News para cobrir a guerra entre Rússia e Turquia de 1877 a 1878, e então novamente em 1882 para a guerra Anglo-egípica, onde fez inúmeros esboços em dezembro de 1882, além de obter fotografias de trincheiras e, Tel-e-Kebir para seu amigo e companheiro artista Alphonse-Marie-Adolphe de Neuville, quem havia sido comissionado para pintar a cena de batalha.
Em 1879, a obra Woodville's Before Leuthen, 3 de dezembro de 1757, foi exibida na Academia Real, ela se provou popular, e porteriormente o artista começou a regularmente exibir na Burlington House, onde vinte e uma de suas pinturas de batalha foram eventualmente exibidas. Seus trabalhos mais populares foram aqueles que lidavam com guerras contemporâneas, tal qual a Segunda Guerra Anglo-afegã, Candahar [sic], and Maiwand: Saving the Guns, (Walker Art Gallery), a Guerra Zulu, e a Primeira Guerra Boer.
Ele continuou a pintar cenas de batalha, e poucas batalhas ou guerras que a Grã-Bretanha lutou durante sua vida não foram tocadas por ele, incluindo a Segunda Guerra Boer e a Primeira Guerra Mundial. Apesar de seu precioso talento para capturar momentos dramáticos das batalhas contemporâneas, Woodville também apreciava recriar cenas históricas in ambos óleo e aquarela. O Illustrated London News o comissionou para completar a série comemorativa especial das mais famosas batalhas britânicas da história. Ele então pintou The Charge of the Light Brigade (Palacio Real de Madrid) e The Charge of the 21st Lancers at Omdurman (Walker Art Gallery), Battle of Blenheim, Battle of Badajos e diversas cenas da Batalha de Waterloo.
Durante a Primeira Guerra Mundial, Woodiville foi compelido a voltar a retratar os eventos atuais, três de seus trabalhos da Grande Guerra foram exibidos na Academia Real. Esses foram The 2nd Batt. Manchester Regiment taking six guns at dawn near St. Quentin, Entry of the 5th Lancers into Mons, and Halloween, 1914: Stand of the London Scottish on Messines Ridge (London Scottish Regiment Museum Trust) exibidos no ano de sua morte, 1927.
 Durante sua vida, Woodville apreciou sua grande popularidade e provavelmente era considerado o melhor artista do seu gênero. Ele escreveu e pintou, era constantemente matéria de artigos de jornais e revistas. Ele tinha uma grande paixão pelo exército britânico e até mesmo se juntou à guarda armada da burguesia rural de Berkshire em 1879, permanecendo com ela até 1914, quando se juntou a reserva nacional como capitão.
Ele se casou com Annie Elizabeth Hill em 1877 e teve dois filhos gêmeos, o ator Anthony Caton Woodville e o pintor William Passenham Caton Woodville.em 1884. Sua mulher o processou por divórcio em 1892.
Em 17 de agosto de 1927, Woodville foi encontrado morto por um tiro em seu estúdio em St John Wood, um revólver também foi encontrado. Um inquérito determinou que ele estava fora de si quando cometeu suicídio.
Richard Caton Woodville ainda é exibido no Museu Nacional do Exército, No The Tate, Walker Art Gallery e na Academia Real.
Cation Woodville morreu efetivamente destituído e em seu túmulo (No 10112 na secção antiga do St Mary's Catholic Cemetery em Harrow Road adjacente ao Kensal Green cemetery), não foi marcado na hora de sua morte.
 Em setembro de 2013 uma lápide comissionada por seu bisneto foi colocada em seu túmulo. 

## Pinturas (por datas)
- Before Leuthen, Dec 3rd, 1757 (1879 - Coleção privada)
- Candahar: The 92nd Highlanders & 2nd Goorkhas storming Gaudi Mullah Sahabdad, (1881 - Coleção privada)
- Cruel To Be Kind, (1882 - National Army Museum)
- The Moonlight Charge at Kassassin (1883)
- Maiwand: Saving the Guns (1883 - Walker Art Gallery)
- In the Nick of Time, (1883 - Coleção privada)
- The Guards at Tel-e-Kebir (1885 - Royal Collection)
- The Late Commander Wyatt-Rawson, R.N., killed at Tel-el-Kebir, 13 September 1882, (1885 - Royal Naval College)
- The Charge of the Light Brigade (1894 - Palacio Real de Madrid)
- Waterloo: The Old Guard, (Palacio Real de Madrid)
- The Storming of the Great Redoubt at the Battle of the Alma, (1896 - Coldstream Guards)
- The Relief of the Light Brigade, (1897 - National Army Museum)
- A Gentleman in Khaki, (1899, to promote the charitable efforts of The Absent-Minded Beggar)
- Life Guards charging at the Battle of Waterloo, (1899 - Coleção privada)
- Gordon's Memorial Service at His Ruined Palace in Khartoum, the Day after The Battle of Omdurman, (1899 - Royal Collection)
- The Dawn of Majuba, (1900 - Royal Canadian Military Institute, Toronto)
- French Hussards fording a River, (1901 - Private Collection)
- Lindlay: Whitsunday, 1900 (Church service on the veldt), (1901 - 5.º Batalhão, Royal Green Jackets, Oxford)
- All that was left of them, (1902 - 17.º/21.º Lancers Museum, Castelo de Belvoir)
- Scotland Yet! On to Victory (Scots Greys at Waterloo), (1904 - Royal Scots Dragoon Guards)
- At the Trumpet's Call (Marston Moor), (1904 - Coleção privada)
- General Wolfe Climbing the Heights of Abraham on the Morning of the Battle of Quebec, (1906 - Tate)
- The Returning Orderly, (1908 - Williamson Art Gallery, Birkenhead)
- Napoleon before Wagram, (1909 - Coleção privada)
- Sic Transit Gloria Mundi (Retreat from Moscow), (1911 - Coleção privada)
- Napoleon Crossing the Bridge to Lobau Island, (1912 - Tate)
- Poniatowski's Last Charge at Leipzig, (1912 - Tate)
- Napoleon confering the Legion D'Honneur on a Russian General, 1804, (1912 - Coleção privada)
- Drawn Sabres: Napoleon's Guards at the Battle of Wagram, West Point
- A Narrow Shave! Dragoon in Napoleon's Army 1810 (Coleção privada)
- Marshal Ney at Eylau, (1913 - Tate)
- The First VC of the European War, (1914 - National Army Museum)
- The Last Call (Trumpeter falling at Charge of Light Brigade), (1915 - The Queen's Royal Hussars)
- The Piper of Loos
- The Battle of the Somme, (1917 - Guards Museum)
- The 2nd Batt. Manchester Regiment taking six guns at dawn near St. Quentin, (1918 - Duke of Lancaster's Regiment)
- Entry of the 5th Lancers into Mons, (1919 - Queen's Royal Lancers)
- The Charge of the 9th Lancers at Moncel, September 7, 1914, (1921 - Queen's Royal Lancers)
- Halloween, 1914: Stand of the London Scottish on Messines Ridge (1927 - London Scottish Regiment Museum Trust)

## Pinturas não militares
- Ascending The Great Pyramid
- Tyrol - Turning The Great Corner
- Burma - Minister of State With Attendants
- Bull-Fighting
- Trades - Estate Agent 'Sold'
- Fishing For Bass On The South Coast of England
- London - Hyde Park In The Row
- Lost Their Way